# Charles Lathrop Parsons
Charles Lathrop Parsons (New Marlboro, 1867 – Pocasset, 1954) è stato un chimico statunitense.
Docente all'università del New Hampshire, svolse un ruolo fondamentale nella determinazione del peso atomico e delle altre caratteristiche del berillio, cui dedicò una monografia del 1908, dal titolo Berillio, la sua chimica e la sua letteratura.